# Ann Buckley
Ann Buckley es una musicóloga irlandesa.
Buckley obtuvo sus B.Mus., y M.A. por la Universidad Nacional de Irlanda, defendió y fue galardonanda con el doctorado por la Universidad de Ámsterdam y otro Ph.D. por la Universidad de Cambridge. Realiza actividades académicas y científicas como investigadora asociada en el Centro de Estudios Medievales y Renacimiento, Trinity College, Dublin.

## Obra

### Algunas publicaciones
- The Tiompan: A Study of the Evidence in Literary and Iconographic Sources. Publicó NUI, Department of Music, UCC. 56 p. 1972

- What was the Tiompán? A problem in ethnohistorical organology. Evidence in Irish literature, p. 53-88, Jahrbuch fur Musikalische Volks - un Volkerkunde, ix, 1978.

- Timpán/Tiompán, in The New Grove Dictionary of Music and Musicians, Londres, 1980

- A note on the history and archaeology of Jew's harps in Ireland, p. 29–35, North Munster Antiquarian Journal, xxv, 1983.

- Jew's harps in Irish Archaeology, en Second Conference of the ICTM Study Group on Music Archaeology, p. 49–71, ed. Cajsa S. Lund, Estocolmo, 1986.

- Timpán/Tiompán, in The New Grove Dictionary of Musical Instruments, Londres, 1986.

- A ceramic signal horn from medieval Dublin, p. 9–10, in Archaeologia Musicalis i, 1987

- A Viking vow from 11th century Dublin, p. 10–11, in Archaeologia Musicalis, i, 1987

- Musical instruments from Medieval Dublin: A Preliminary Survey, p. 145–162, in the Archaeology of Early Music Cultures:Proceedings of the Third International Conference of the Study Group on Music Archaeology, Bonn, 1988

- Musical instruments in Ireland 9th 14th centuries: A review of the organological evidence, p. 13–57, Irish Musical Studies i, Blackrock, County Dublin, 1990.

- Sound Tools from the Waterford Excavations; typescript, 1991

- Music-related imagery on early Christian insular sculpture:identification, context, function, p. 135–199, Imago Musicae/ International Yearbook of Musical Iconography, viii, 1991.

- Harps and Lyres on early medieval monuments in Britain and Ireland, p. 8–9, 15-21, Harp vii (3/1992)

- An archaeological survey of musical instruments from medieval Ireland, p. 65–72, Festschrift Tadeusz Malinowski, Supsk-Poza, 1993.

- "A lesson for the people": Reflections on image and habitus in medieval insular iconographny, p. 3-9, RIdIM/RCMI Newsletter XX/1 (primavera 1995)

- "And his voice swelled like a terrible thunderstorm ...": Music as symbolic sound in Irish society, p. 11–74, Irish Musical Studies, iii, 1995.

- Music and Manners:Readings of medieval Irish Literature, pp. 33–49, Bullán: An Irish Studies Journal, III/1 (primavera 1997)

- Representations of musicians in John Derricke's 'The image of Irelande' (1581), p. 77–91, Music, Words, and Images: Essays in Honour of Koraljka Kos, editó Vjera Katalinić y Zdravko Blažeković, Zagreb: Croatian Musicological Society, 1999.

- Music and musicians in medieval Irish society, p. 165–190, Early Music xxviii (2) mayo de 2000.

- Celtic Chant, p. 341–349, The New Grove Dictionary of Music and Musicians, Londres, 2000.

- Representations of musicians in medieval Christian iconography of Ireland and Scotland as local cultural expression, p. 217–231, Art and Music in the Early Medieval Period: Essays in honor of Franca Triachieri Camiz (editó Katherine A. McIver), Aldershot, 2003.

- Music in Prehistoric and Medieval Ireland, p. 744–813, in A New History of Ireland I, Oxford, 2005.

- Nobilitate vigens Furseus. The Medieval Office of St Fursey, Norwich Fursey Pilgrims, 68 p. ISBN 0954477367, ISBN 9780954477363 2014

### En progreso
- 2016. Ann Buckley (ed.) Letetur Hibernia! Music, Liturgy and the veneration of Irish Saints in Medieval Europe, Turnout (en preparación).